# Fairburn (Neuseeland)
Fairburn ist eine kleine Siedlung im Far North District der Region Northland auf der Nordinsel von Neuseeland.

## Geographie
Die Siedlung liegt etwa 8 km östlich von Kaitaia und etwa 3 km nördlich des New Zealand State Highway 1. Nächstgelegene Siedlungen am Highway sind Rangitihi im Westen und Pamapuria im Südosten. Über Nebenstraßen bestehen Verbindungen Richtung Norden nach Kaingaroa und Aurere und Richtung Südosten nach Peria.
An der etwa 1,5 km östlich des Ortes gelegenen Beckham Road befindet sich der touristisch erschlossene Millennium Nocturnal Park, in dem Strauße gehalten werden und Kiwis und Glowworms leben, die abends im Rahmen von Führungen besichtigt werden können.